# Aleksander Sauli
Aleksander Sauli (ur. 15 lutego 1534 w Mediolanie, zm. 11 października 1592 w Calosso) – włoski barnabita (B, CRSP), apostoł Korsyki, biskup Alérii i Pawii, święty Kościoła katolickiego.
Pochodził z wybitnej rodziny Carroza z Lombardii. W wieku 17 lat wstąpił do zgromadzenia barnabitów, a mając lat 22 otrzymał święcenia kapłańskie (1556). Wkrótce został nauczycielem filozofii na uniwersytecie w Pawii.
W 1567 roku został mianowany wyższym generałem swojego zgromadzenia, a w 1569 został konsekrowany przez swego przyjaciela św. Karola Boromeusza. W roku 1570 Pius V wyznaczył go na biskupa Aléria na Korsyce, gdzie stan rzymskokatolicki był w opłakanym stanie. Z pomocą trzech towarzyszy nawrócił on mieszkańców, odbudował kościoły, założył college i seminarium duchowne. To właśnie jemu zawdzięcza się dźwignięcie diecezji i nawrócenie ludności tej części Włoch.
W 1591 roku papież mianował go biskupem Pawii, gdzie urzędował do śmierci. Zmarł 11 października 1592 roku podczas wizytacji w Calosso. Jego relikwie znajdują się w katedrze w Pawii.
Pozostawił po sobie kilka prac katechetycznych. Był duchowym doradcą św. Karola Boromeusza i kard. Sfondrato (późniejszego papieża Grzegorza XIV).

## Kult
Św. Aleksander jest patronem Korsyki, Pawii i Genui.
Jego wspomnienie liturgiczne obchodzone jest 11 października.
Beatyfikowany został 23 kwietnia 1741 przez Benedykta XIV, a Kanonizował go Pius X 11 grudnia 1904 roku.

## Ikonografia
W ikonografii przedstawiany jest w stroju biskupim. Jego atrybuty: anioły trzymające paliusz, pastorał lub infuła, nawiązują do podyktowanej wielką pokorą świętego odmowy przyjęcia bardziej intratnych biskupstw w Tortonie i Genui. 